# Лушпа, Михаил Афанасьевич
Михаи́л Афана́сьевич Лу́шпа (1920—2007) — коммунистический и хозяйственный деятель в Конотопе и Сумах.

## Биография
Родился 4 октября 1920 года в Могрице (ныне Сумской район, Сумская область, Украина). Окончил Сумскую среднюю школу № 20. Учился на архитектурном факультете в Харьковском инженерно-строительном институте. С 1940 года — в РККА: учился в высшем политическом училище НКВД (Ново-Петергоф Ленинградской области). Проходил службу в Кремлёвском полку специального назначения НКВД СССР. В 1941 году вступил в ВКП(б). Участник Великой Отечественной войны, служил на Ленинградском фронте. Окончил Пензенское артиллерийское училище, по его окончании — командир взвода курсантов. Учился в Московской артиллерийской академии. Окончил Сумский педагогический институт (по другой информации — архитектурный факультет Харьковского инженерно-строительного института в 1947 году и Высшую партшколу при ЦК КП Украины в 1953 году).
С 1947 года — заведующий отделом исполнительного комитета Сумского городского совета депутатов трудящихся, инструктор, заведующий сектором партийной работы Сумского областного комитета КПУ. В 1953 окончил Высшую партийную школу при ЦК КПУ.
- В 1953 — 1954 годах — 2-й секретарь Конотопского городского комитета КПУ Сумской области.
- В 1954 — 1956 годах — председатель исполнительного комитета Конотопского городского совета депутатов трудящихся.
- В 1956 — декабре 1962 года — 1-й секретарь Конотопского городского комитета КПУ Сумской области.
- В январе 1963 — декабре 1964 года — председатель исполнительного комитета Сумской промышленной областного совета депутатов трудящихся.
- В декабре 1964 — июне 1972 года — заместитель председателя исполнительного комитета Сумского областного совета депутатов трудящихся.
- В июне 1972 — 1988 года — 1-й секретарь Сумского городского комитета КПУ Сумской области.
- Организовал перестройку областного центра и реконструкцию ЖКХ.
- Депутат ВС УССР 6, 9—11 созывов. После выхода на пенсию, с 1988 года — заместитель председателя Сумской областной организации Украинского общества охраны памятников истории и культуры. Член СА СССР.

Умер 23 мая 2007 года в Сумах. Похоронен на Центральном городском кладбище.

## Награды и премии
- Орден Октябрьской революции
- Орден Трудового Красного Знамени
- Орден Дружбы народов
- Орден Отечественной войны II степени
- два ордена Знак Почёта
- Орден «За заслуги» III степени
- Орден святого равноапостольного великого князя Владимира
- Почётный гражданин города Сумы (1994)
- Премия Совета Министров СССР
- Государственная премия УССР имени Т. Г. Шевченко — за архитектурный проект здания Сумского ТДМК имени М. С. Щепкина
- медали

## Память
- Его именем назван проспект в городе Сумы.
- 7 сентября 2013 года, на День города, возле детского парка «Сказка» был открыт памятник.